# 108096 Melvin
108096 Melvin è un asteroide della fascia principale. Scoperto nel 2001, presenta un'orbita caratterizzata da un semiasse maggiore pari a 2,4333051 au e da un'eccentricità di 0,1782276, inclinata di 4,47919° rispetto all'eclittica.